# Équipe de France de football de deuxième division
Maillots
L'Équipe de France de football de deuxième division était constituée par une sélection des meilleurs joueurs français évoluant en deuxième division sous l'égide de la FFF. La sélection était également ouverte aux étrangers. Elle opéra de 1962 à 1965 et disputa six matchs internationaux face à son homologue italien ainsi que plusieurs matchs face à des sélections régionales françaises. Elle est relancée dans les années 1990, avec comme entraîneur Roger Lemerre.
L'équipe de France de football de deuxième division avait pour but de mettre en valeur les meilleurs joueurs de deuxième division française lors de rencontres internationales.

## Histoire
En 1987, une équipe de France dite "amateurs" mais en réalité composée exclusivement de joueurs professionnels de D2 dispute les Jeux Méditerranéens en Syrie.
De 1995 à 1996, l'équipe de France de D2 est relancée. Elle est entraînée par Roger Lemerre, dispute deux matches amicaux face à l'Italie, et est réservée aux joueurs de moins de 25 ans, puis de moins de 23 ans. Outre des valeurs sûres de D2, elle voit passer dans ses rangs deux futurs champions du monde : Stéphane Guivarc'h et Vincent Candela.

## Les matchs internationaux
- 6 décembre 1962 à Bari. Italie 0-0 France
- 1963 à Nantes. France 0-1 Italie
- 16 octobre 1963 à Nice. France 3-3 Italie
- 1964 à Naples. Italie 3-2 France
- 1964 à Naples. Italie 4-2 France
- 1965 à Metz. France 0-0 Italie
- 1987 : Jeux Méditerranéens en Syrie (5 matches, précédés de deux matches de préparation)
- 4 avril 1995 à Sedan. France 1-0 Italie (Guivarc'h 50')
- 24 janvier 1996 à Reggio de Calabre. Italie 0-0 France

## Les sélectionnés
- Gardiens

| - Charles Samoy (2) - Daniel Eon (1) - Georges Lamia (1) |  | - Marcel Dantheny (1) - François Remetter (1) |

- Défenseurs

| - Georges Zvunka (6) - Richard Tylinski (2) - René Grimbert (2) - Bernard Bosquier (3) |  | - Marcel Adamczyk (2) - Christian Dacquet (1) - Mazano (1) - Philippe Lemenan (1) |  | - Bruno Rodzik (1) - Richard (1) - Didier Desremeaux (1) - Jean Baeza (1) |

- Milieux

| - Robert Herbin (1) - Hubert Zénier (2) - René Ferrier (2 fois capitaine en 1963) (2) |  | - Louis Desgranges (1) - Orlando Gauthier (2) - Michel Oriot (2) |  | - Yvon Giner (1) - Jules Zvunka (1) - Jacques Ferrari (1) |

- Attaquants

| - Jean-Claude Baulu (2) - Jean Guillot (1) - Pierre Tillon (1) - Charles Likel (1) - Daniel Rodighiéro (3) - Michel Lafranceschina (1) - Ernesto Gianella (1) - Gérard Bertrand (1) |  | - Bernard Blanchet (1) - Pierre Boucher (1) - Roland Guillas (1) - Frédéric N'Doumbé (1) - François Simian (1) - Ady Schmit (1) - Joern Soerensen (1) - Jean-Pierre Dogliani (1) |  | - Dominique Rustichelli (1) - Philippe Le Donche (1) - Roger Piantoni (1) - Charly Loubet (1) - Joseph Ujlaki (1) - Michel Watteau (1) - Guy Sparza (1) - Roger Niesser (1) |

## Sources
- Gérard Ernault et Jacques Thibert, Mundial Football 1977-1978, Paris, Editions Mundial-Sports, 1977, p.460